# Carl Graff-Wang
Carl Georg Graff-Wang (født 18. april 1943 i Trondheim - 18. december 2007 i Oslo) var en norsk håndboldspiller som deltog under Sommer-OL 1972.
Han repræsenterede SK Arild. I 1972 var han en del af Norges håndboldlandshold som kom på en 9.- plads i den olympiske turnering. Han spillede i fire kampe og scorede fem mål.